# 喇嘛说

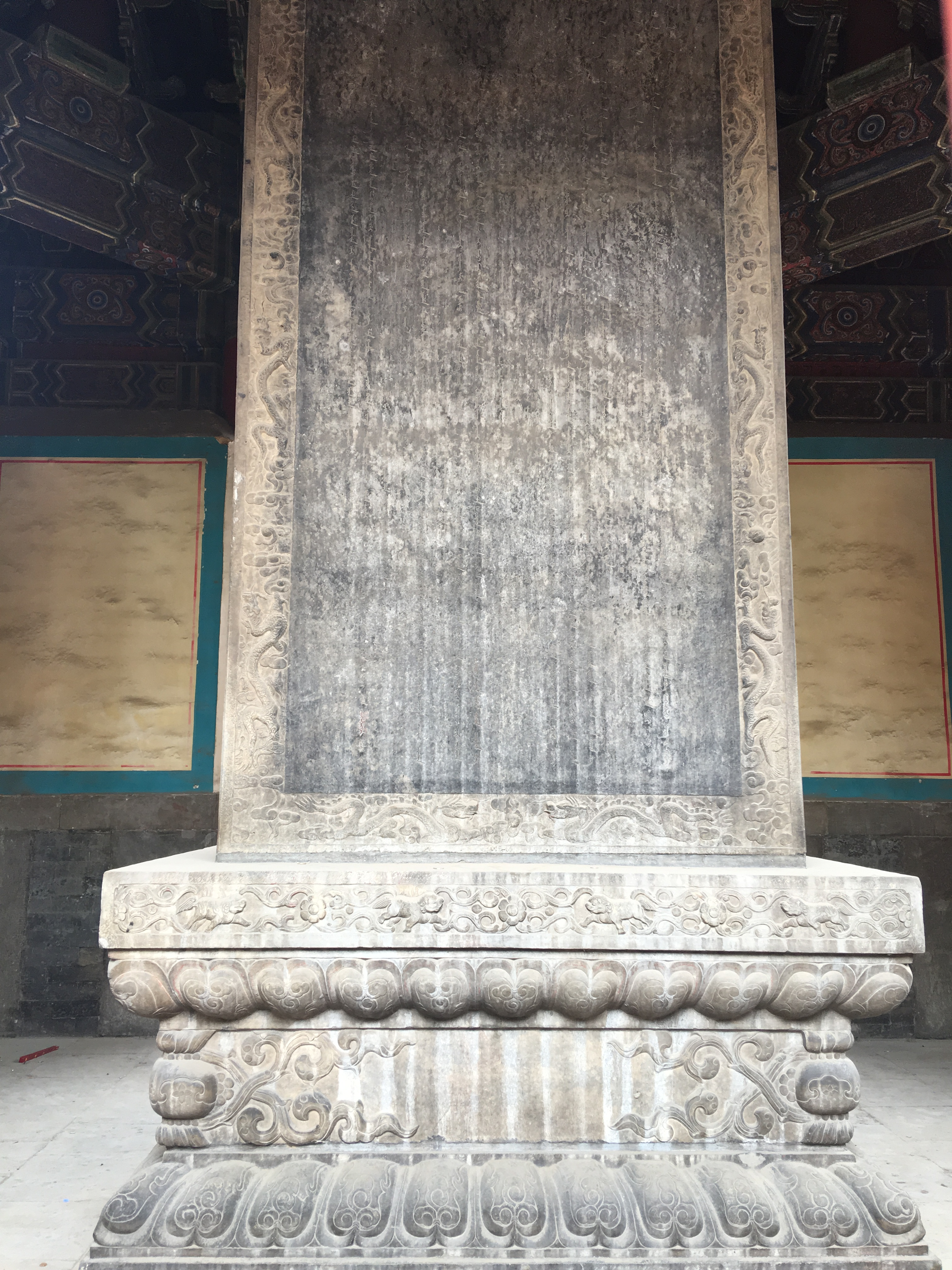
《喇嘛说》碑文的满文一侧

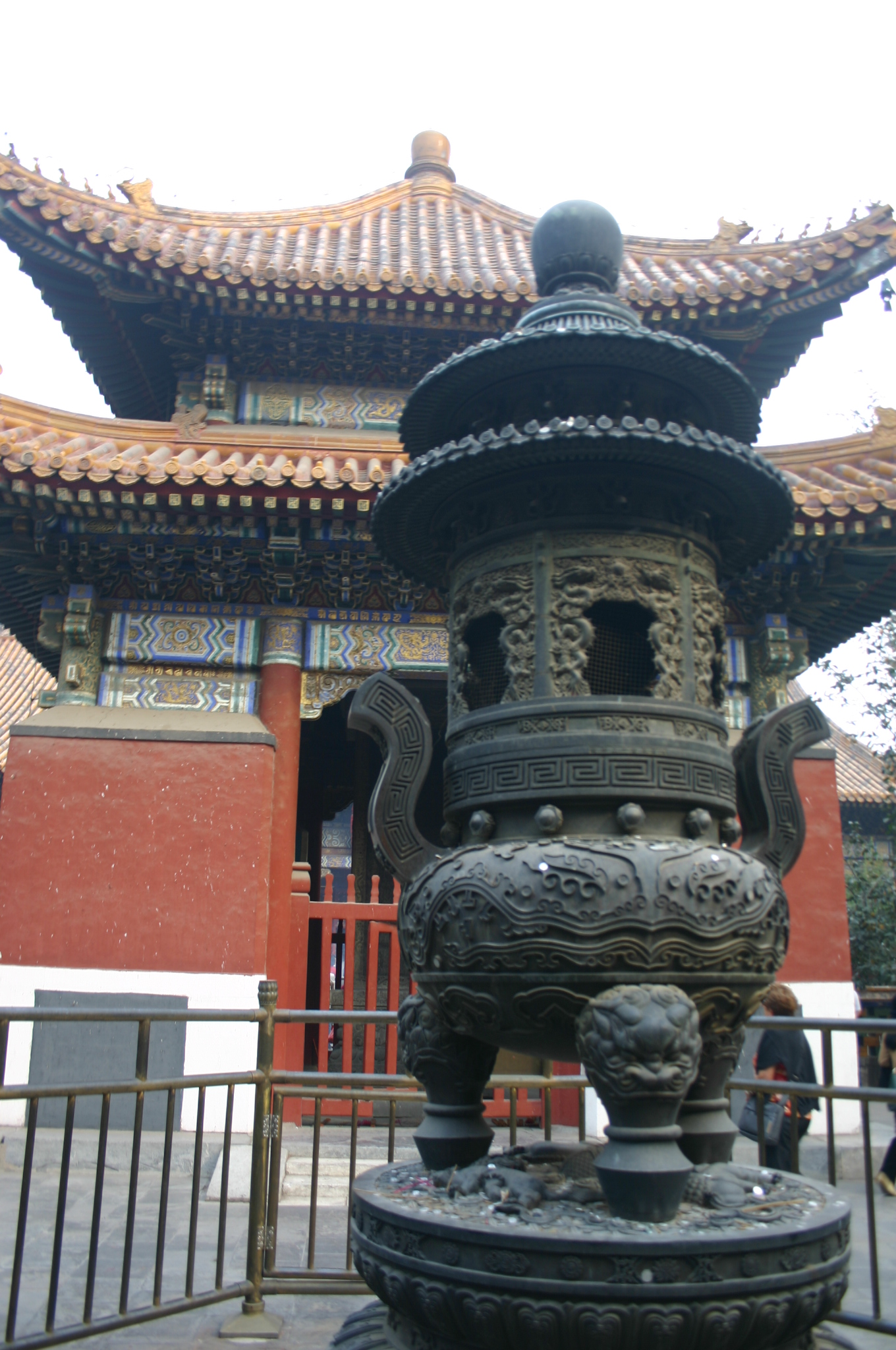
雍和宫内的御碑亭，亭内立有《喇嘛说》四体石碑

《喇嘛说》是清朝乾隆五十七年（1792年）乾隆帝撰写的一篇阐述针对喇嘛教（即藏传佛教）政策的文章。该文刊刻于北京雍和宫内的石碑上。

## 背景
乾隆五十七年（1792年），乾隆帝在派军队击退侵入后藏的廓尔喀军、大将福康安依照谕旨“酌定凯旋事宜”，随后汇总颁布了《钦定藏内善后章程二十九条》之后，撰写了《喇嘛说》一文。
该文以满文、汉文、蒙古文、藏文四种文字，勒石立碑于北京雍和宫主殿“雍和宫”前院中央的“御碑亭”内。石碑南面为满文，北面为汉文，东面为蒙古文，西面为藏文。此外，御制《喇嘛说》还载于《清实录》、《乾隆御制文集》、《卫藏通志》等史书中。
《喇嘛说》阐明了“兴黄教即所以安众蒙古”的根本宗旨，称这是“所系非小”的“安藏辑藩，定国家清平之基于永久”的大方针。在《喇嘛说》中，乾隆帝首先介绍了藏传佛教的命名、来源及发展过程，阐述了清朝皇帝保护喇嘛教的道理，总结了元朝的教训，告诫后代对喇嘛教不可曲敬，避免重蹈元朝的覆辙。随后，乾隆帝讲述了他以王法制裁高层喇嘛的分裂国家活动的史实，重点说明活佛转世制度的由来及弊端，指出喇嘛教转世是荒谬的，“佛本无生，岂有转世”，“如无转世，数万番僧无可皈依，不得不如此耳”，并提出改革办法，即“金瓶掣签”，虽“不能尽去其弊，较之从前人，或略公矣”。

## 全文

### 汉字碑文
喇嘛说：
佛法始自天竺，东流而至西番（即唐古特部，其地曰三藏），其番僧又相传称为喇嘛。喇嘛之字，《汉书》不载，元明史中，或讹书为喇马，（陶宗仪《辍耕录》载，元明称帝师为刺“读作拉下同”马。毛奇龄《明武宗外纪》，又作剌麻，皆系随意对音，故其字不同。）予细思其义，盖西番语，谓上曰喇，谓无曰嘛，喇嘛者，谓无上，即汉语称僧为上人之意耳。喇嘛又称黄教，盖自西番高僧帕克思巴，始盛于元，沿及于明，封帝师国师者，皆有之。（元世祖初封帕克思巴为国师，后复封为大宝法王，并尊之曰帝师。同时又有丹巴者，亦封帝师，其封国师者，不一而足。明洪武初，封国师、大国师不过四、五人，至永乐中，封法王、西天佛子者各二，此外封灌顶大国师者九，灌顶国师者十有八，及景泰、成化间，益不可胜记。）我朝惟康熙年间，只封一章嘉国师，相袭至今。（我朝虽兴黄教，而并无加崇帝师封号者，惟康熙四十五年，敕封章嘉呼图克图为灌顶国师，示寂后，雍正十二年，仍照前袭号为国师。其逹赖喇嘛，班禅额尔德尼之号，不过沿元明之旧，换其袭敕耳。）黄教之兴，始于明，番僧宗喀巴，生于永乐十五年丁酉，至成化十四年戊戌示寂。其二大弟子曰逹赖，曰班禅喇嘛。逹赖喇嘛位居首，其名曰罗伦嘉穆错，世以化身掌黄教。一世曰根敦珠巴，二世曰根敦嘉穆错，三世曰索诺木嘉穆错，即明时所称活佛锁南坚错也，四世曰云丹嘉穆错，五世曰阿旺罗卜藏嘉穆错。我朝崇德七年，逹赖喇嘛遣贡方物。八年，赐书逹赖喇嘛及班禅呼图克图，盖仍沿元明旧号。及定鼎后，始颁给敕印，命统领中外黄教焉。）盖中外黄教总司以此二人，各部蒙古一心归之，兴黄教，即所以安众蒙古。所系非小，故不可不保护之，而非若元朝之曲庇谄敬番僧也，（元朝尊重喇嘛，有妨政事之弊，至不可问。如帝师之命与诏敕并行正衙朝会百官班列而帝师亦专席于坐隅，其弟子之号，司空、司徒、国公，佩金玉印章者，前后相望，怙势恣睢，气焰薰灼，为害四方，不可胜言。甚至强市民物，摔捶留守，与王妃争道，拉欧随车，皆释不问，并有民殴西僧者截手，署之者断舌之律。若我朝之兴黄教，则大不然，盖以蒙古奉佛，最信喇嘛，不可不保护之，以为怀柔之道而已。）其呼图克图之相袭，乃以僧家无子，授之徒，与子何异，故必觅一聪慧有福相者，俾为呼必勒罕（即汉语转世化生人之义）。幼而习之，长成，乃称呼图克图，此亦无可如何中之权巧方便耳，其来已久，不可殚述。孰意近世，其风日下，所生之呼必勒罕，率出一族，斯则与世袭爵禄何异，予意以为大不然。盖佛本无生，岂有转世？但使今无转世之呼图克图，则数万番僧，无所皈依，不得不如此耳。（从前逹赖喇嘛示寂后，转生为呼必勒罕，一世在后藏沙卜多特地方，二世在后藏大那特多尔济丹地方，三世在前藏对咙地方，四世在蒙古阿勒坦汗家，五世在前藏崇寨地方，六世在里塘地方，现在之七世逹赖喇嘛，在后藏托卜札勒拉里岗地方。其出世且非一地，何况一族乎。自前辈班禅额尔德尼示寂后，现在之逹赖喇嘛与班禅额尔德尼之呼必勒罕，及喀尔喀四部落供奉之哲布尊呼图克图，皆以兄弟叔侄姻娅递相传袭，似此掌教之大喇嘛呼必勒罕，皆出一家，亲族几与封爵世职无异。即蒙古内外各札萨克供奉之大呼必勒罕，近亦有各就王公家子弟内转世化身者，即如锡哷图呼图克图，即系喀尔喀亲王固伦额驸拉旺多尔济之叔；达克巴呼图克图，即系阿拉善亲王罗卜藏多尔济之子；诺尹绰尔济呼图克图，即系四子部落郡王拉什燕丕勒之子；堪布诺们汗札木巴勒多尔济之呼必勒罕，即系图舍图汗车登多尔济之子，似此者难以枚举。又从前哲布尊丹巴呼图克图圆寂后，因图舍图汗之福晋有娠，众即指以为哲布尊丹巴呼图克图之呼必勒罕，及弥月，竟生一女，更属可笑，蒙古资为谈柄，以致物议沸腾，不能诚心皈信。甚至红帽喇嘛沙玛尔巴垂涎札什伦布财产，自谓与前辈班禅额尔德尼及仲巴呼图克图同系弟兄，皆属有分，唆使廓尔喀滋扰边界，抢掠后藏。今虽大振兵威，廓尔喀畏罪降顺，匍匐乞命，若不为之剔除积弊，将来私相授受，必致黄教不能振兴，蒙古番众猜疑轻视，或致生事。是以降旨藏中，如有大喇嘛出呼必勒罕之事，仍随其俗，令拉穆吹忠四人降神诵经，将各行指出呼必勒汗之名，书签贮于由京发去之金奔巴瓶内，对佛念经，令逹赖喇嘛或班禅额尔德尼同驻藏大臣公同掣签一人，定为呼必勒罕，虽不能尽除其弊，较之从前各任私意指定者，大有间矣。又各蒙古之大呼必勒罕，亦令理藩院行文，如新定藏中之例，将所报呼必勒罕之名，贮于雍和宫佛前，理藩院堂官会同掌印之札萨克达喇嘛等公同签掣，或得真传，以息纷竞。）去岁廓尔喀听沙玛尔巴之语，劫掠藏地，已其明验，虽兴兵进剿，彼即畏罪请降，藏地以安。然转生之呼必勒罕出于一族，是乃为私，佛岂有私，故不可不禁。兹余制一金瓶，送往西藏，于凡转世之呼必勒罕，众所举数人，各书其名置瓶中，掣签以定，虽不能尽去其弊，较之从前一人之授意者，或略公矣。夫定其事之是非者，必习其事，而又明其理，然后可，予若不习番经，不能为此言，始习之时，或有议为过兴黄教者，使予徒泥沙汰之虚誉，则今之新旧蒙古畏威怀德，太平数十年，可得乎？且后藏煽乱之喇嘛，即正以法，（上年廓尔喀之侵掠后藏，时仲巴呼图克图既先期逃避，而大喇嘛、济仲、札苍等，遂托占词为不可守，以致众喇嘛纷纷逃散，于是贼匪始敢肆行抢掠，因即令将为首之济仲拿至前藏，对众剥黄正法，其余札苍及仲巴呼图克图，俱拿解至京，治罪安插，较元朝之于喇嘛，方且崇奉之不暇，致使妨害国政，况敢执之以法乎。我朝虽护黄教，正合于王制所谓修其教、不易其俗、齐其政、不易其宜，而惑众乱法者，仍以王法治之，与内地齐民无异。试问自帕克巴创教以来，历元明至今五百年，几见有将大喇嘛剥黄正法及治罪者。天下后世，岂能以予过兴黄教为讥议乎。）元朝曾有是乎？盖举大事者，必有其时与其会，而更在乎公与明，时会至而无公与明以断之，不能也；有公明之断而非其时与会，亦望洋而不能成。兹之降廓尔喀，定呼必勒罕，适逢时会，不动声色以成之，去转生一族之私，合内外蒙古之愿，当耄近归政之年，复成此事，安藏辑蕃，定国家清平之基于永久，予幸在兹，予敬益在兹矣。
乾隆五十有七年岁次壬子孟冬月之上瀚御笔。

### 注解
［1］西番：也有的史籍写成“西蕃”，即吐蕃之异称。《元史》称吐蕃诸宣慰使司为西蕃诸宣慰使司。明《华夷译语》将西番译为藏文字。
［2］陶宗仪：元末明初文学家。元末举进士不第，明洪武中曾任过教官。他勤于记述典章制度，编撰有《辍耕录》，亦称《南村辍耕录》，共计三十卷。内容多记元代的政事、典章制度和北京当时的文物建筑，也保存了不少关于诗词、小说、戏曲、音乐和绘画等方面的资料。
［3］帝师：元代僧官名，意为皇帝之师。元朝特别设置了此职位，作为皇帝在宗教上的老师，其地位是十分崇高的。《元史·释老传》记载，在百官上朝，排班列队时，在皇帝座位边上，专为帝师设有座位。朝廷对于帝师的敬礼和尊信，“无所不用其至，虽帝、后、妃、主皆因受戒，而为之膜拜。”帝师出行，皇帝往往派大臣迎送，甚至借给皇帝的半副法驾仪仗，计一千二百五十人，为帝师开路导行。陶宗仪的《辍耕录》中记载，皇帝即位前要由帝师授戒九次才能正式即帝位。故历朝皆设帝师。
［4］毛奇龄：清朝经学家、文学家。康熙时，任翰林院检讨及明史馆纂修官等职。治经史及音韵学，一生著作颇多，著有《四书改错》、《西河诗话、词话》和《竟山乐录》等书。后人将其所有著作编为《西河合集》。
［5］“喇嘛又称黄教”此说不确。西藏佛教后弘期曾出现过许多教派，主要有宁玛派、噶当派、萨迦派、噶举派等等。在元朝的扶植下，萨迦派的上层喇嘛一度掌握了西藏地方政教大权。后来，宗喀巴大师在噶当派教义的基础上，创建了格鲁派，在清朝政府的扶植下，黄教成为西藏地方的执政教派。因此，黄教（格鲁派）只能算作藏传佛教教派之一。
［6］国师：中国古代封建帝王赐予僧人的尊号。意为“一国师表”，始于北齐文宣帝封法常为“国师”。元代由忽必烈授“国师”称号的即为八思巴。《元史·释老传》载：“中统元年（1260年）世祖即位，尊为国师。”这是元朝建立后出现的第一位国师。此后在萨迦教派中，除八思巴之外，曾得“国师”之称的还有七、八人。明代亦封有国师数十人。从藏、汉文史料记载得知，元明二代的国师有“大国师”“三藏国师”“灌顶国师”“炽盛佛宝国师”等称号。
［7］大宝法王：藏族史上除元朝封八思巴为“大宝法王”外，明朝亦封有一“大宝法王”。《历代噶玛巴传》记载：“永乐四年（1406年），明永乐帝多次邀请在藏族地区有较大实力的噶玛噶举派黑帽系第五世活佛德新协巴（1383——1415）去南京。……此后，遂封其为‘大宝法王’”。明朝把这一封号之所以封给德新协巴，是因为当时噶玛噶举教派在西藏的势力逐步扩大，实力已经远远超过了萨迦派。
［8］丹巴：是元代藏族高僧，西藏突甘斯旦麻人，出生于公元1230年。据《中国佛教》记载，他九岁时，即能很流利地背诵一些佛经。十二岁时，通达经咒坛法。二十四岁时讲演大喜乐本续，众僧悦服。蒙古中统年间（1260——1263）经八思巴推荐谒见元世祖忽必烈。此后，他住在五台山寿宁寺。至元二十六年（1289年）至京住在圣安寺。他曾为元世祖和元成宗治愈疾病。据说成宗病愈之后，命令天下僧人普阅藏经，并大赦天下。对于丹巴所给布施极为丰厚。大德六年（1302年）成宗北巡，命丹巴乘象舆行于皇帝车驾之前。大德七年（1303年）夏，丹巴死于上都（今内蒙古自治区多伦），享年七十四岁。元仁宗皇庆二年（1313年），追号丹巴为“大觉普惠广照无上丹巴帝师。”
［9］章嘉：章嘉系青海省佑宁寺一大活佛系统，其第一世扎巴鄂色出生于青海互助县红崖子沟的张家村，章嘉佛号即“张家”的雅称。此处所说的章嘉为二世章嘉阿旺罗桑却丹。《历代章嘉呼图克图传略》载，他于1642年出生于青海湟水南崖伊格沟达秀村。1657年前往西藏，在哲蚌寺果芒扎仓曾以罗哲嘉措为经师学习显宗经典八年，1664年由五世达赖授比丘戒。此后又随从罗哲嘉措学习密宗十五年，从而显密双通，于1683年返回安多。1693年，二世章嘉奉命赴京，因他博通佛学，被康熙帝尊为自己的讲经师，从此主要在北京和内蒙从事宗教活动。1700年，内蒙多伦诺尔的汇宗寺建成后，康熙任命他为住持。康熙四十五年（1706年），康熙帝封他为“灌顶普善广慈大国师”。并赐给金印。康熙五十四年（1715年）二世章嘉在多伦诺尔圆寂。自二世章嘉起，历辈章嘉为驻京呼图克图、格鲁派在内蒙古地区的总教主，住在北京嵩竹寺。乾隆五十一年（1786年）钦定驻京喇嘛班次中，章嘉为左翼头班，位居驻京喇嘛之首。章嘉活佛直到民国时期，还由国民党政府授给七世罗桑贝丹贝仲美为“灌顶、普善、广慈、宏济、光明、昭因、阐化、综持黄教大国师，大总统府高等顾问，以及京城、内蒙、察哈尔、五台山、热河、多伦等处各寺庙掌印之头衔。
［10］此处所说的“雍正十二年，仍照前袭号为国师”是指雍正帝依前世章嘉活佛之例正式封三世章嘉瑞必多杰（1717——1786）为“灌项普善广慈大国师”。《大清会典事例》对此记载说：“十二年（1734年），复准章嘉呼图克图呼毕勒罕来历甚明，于经典性宗，皆能通晓，不昧前因，实为喇嘛特出之人，应照前身赐封国师之号，其原有灌顶普善广慈大国师印，现在其徒收储，毋庸颁给外，应给予诰命敕书。”
［11］此处有误，宗喀巴大师出生于元顺帝至正十七年（1357），圆寂于明永乐十七年（1419）。碑文中所说的“宗喀巴生于永乐十五年丁酉，至成化十四年戊戌示寂”相差近一个饶迥（即六十年）。
［12］指五世达赖和四世班禅。据《清太宗实录》记载，崇德七年，五世达赖和四世班禅遣伊拉古克三胡土克图和戴青绰尔济等至盛京，敬献礼品。崇德八年，清太宗赐给五世达赖、四世班禅、萨迦法王、达隆法王、不丹法王、噶玛法王等亲笔信和许多礼品。其中给达赖的信中称：“大清国宽温仁圣皇帝致书于大持金刚达赖喇嘛：今承喇嘛有拯济众生之念，欲兴扶佛法，遣使通书，朕心甚悦。兹特恭候安吉。凡所欲言，俱令察干格隆、巴喇衮噶尔格隆、喇克巴格隆、诺木齐格隆、诺莫干格隆、萨木谭格隆、衮格垂尔扎尔格隆等口悉。外附奉金碗一、银盆二、银茶桶二、玛瑙杯一、水晶杯二、玉杯六、玉壶一、镀金甲二、玲珑撒袋二、雕鞍二、金镶玉带一、镀金银带一、玲珑刀二、锦缎四，特以侑缄。”
［13］此规定为元成宗时期所拟。《元史·释老传》记载，元成宗时期，宣政院的官员草拟了一道圣旨，规定“凡民殴西僧者，截其手；詈之者，断其香”，并说当时的太子元仁宗爱育黎拔力八达极力反对，才使这道圣旨没有发出。
［14］后藏沙卜多特地方：据藏文《根敦珠巴传》记载，一世达赖出生于后藏霞堆卓萨地方，即今西藏日喀则地区萨迦寺附近。
［15］后藏大那特多尔济丹地方：《达赖喇嘛传》记载，二世达赖出生于后藏达纳地方，即日喀则宗属地。
［16］前藏对咙地方：即今拉萨附近的堆垅地方。
［17］蒙古阿勒坦汗：即明朝所称俺答汗。四世达赖系蒙古俺答汗的曾孙，他出生于漠南蒙古土默特部，今内蒙古呼和浩特一带。
［18］前藏崇寨：《五世达赖喇嘛传》记载，五世达赖出生于前藏琼结（即今山南琼结县）地方。
［19］此处所说的六世达赖，并不是仓央嘉措，而是指七世达赖格桑嘉措。康熙四十五年（1706）清朝明令废黜了仓央嘉措，于1719年正式封格桑嘉错为达赖喇嘛。但清朝坚持格桑嘉措是达赖六世，认为格桑嘉措是接替而不是继承已被废黜的达赖六世仓央嘉措的法位，所以不能认作达赖七世。至今保存在拉萨龙王潭公园的康熙帝《平定西藏碑》（1721年立）仍称格桑嘉措为达赖六世。后来，因为藏族人民始终认为格桑嘉措为达赖七世，清朝虽然没有明文同意，但也未有继续坚持己见，等于默认格桑嘉措为达赖七世了。格桑嘉措出生于康区里塘地方。
［20］依照注释［19］类推，此处所说的七世达赖，实际指八世达赖喇嘛绛贝嘉措。《达赖喇嘛传》记载，绛贝嘉措出生于后藏托布加拉日岗地方。
［21］喀尔喀四部：喀日喀部的名称始于达延汗之子格哷森札札赉尔。《蒙古源流》记载，达延汗诸子中阿拉珠博罗特据内五部喀尔喀之地，清初居住于兴安岭东南，编为巴林、札鲁特、熬汉、奈曼等四部五旗。格哷森札札赉尔据外七部喀尔喀之地。格哷森札札赉尔以其七子分领漠北喀尔喀七鄂托克，传到明末，并为土谢图汗、车臣汗、札萨克图汗三部。雍正三年（1725年），又从土谢图汗部分出赛因诺颜汗部，合称喀尔喀四部。其地理位置，最西是札萨克图汗部，其东是赛因诺颜汗部，再东是土谢图汗部，最东是车臣汗部。
［22］对活佛转世制度的流弊问题，《西藏宗教源流考》亦记载说：“初，达赖、班禅及各大呼图克图之呼毕勒罕出世，均由垂仲降神指示，往往徇私不法，为后世诟病。”从许多史书的记载中，可以看出当时世俗贵族有意使他们的子嗣作“呼毕勒罕”，以便把神权贵族在精神上的影响力把握在自己一族的手中；喇嘛们也愿意攀上一个强有力的世俗贵族子嗣，作他们的“上师”，以便增加他们对于世俗的影响。
［23］札萨克（dsasag）：清代官名，意为「執政」。清代蒙古有备兵札萨克与旗札萨克，外有喇嘛为札萨克者管辖僧众。在清代西藏，此官居噶廈政府为正三品。
［24］达克巴呼图克图：此人在《大清会典》理藩院，朝觐，喇嘛年班条中作“达克布·呼图克图。”
［25］红帽喇嘛沙玛尔巴：即红帽系第十世活佛，本名叫却朱嘉措。他是六世班禅班丹益喜的同母异父兄．六世班禅的另一个哥哥是仲巴呼图克图，他们三人的母亲是拉达克土王的女儿。六世班禅在1780年乾隆帝七十寿辰时，专程来内地庆寿。乾隆皇帝赏赐的金银和在京各王公大臣供养的金银达数十万两，此外宝冠、念珠、晶玉之钵、袈裟、旃檀、华幡、瓷器、采帛、珍珠不可胜计。班禅圆寂后，全部被札什伦布寺的总管仲巴呼图克图所独占，而却朱嘉措却一无所得，因此却朱嘉措对此愤愤不平。于是，他逃到尼泊尔，唆使廓尔喀统治者发兵侵入后藏，抢劫札什伦布寺的财宝。当清朝派遣大军进藏驱逐廓尔喀侵略军时，却朱嘉措畏罪自杀。此后，乾隆帝命令把却朱嘉措的尸骨分别挂在前后藏及康区的各大寺院，以为叛国者戒。并把以羊八井寺为首的红帽系寺院和所属的土地、牧场、农奴全部查抄归公，羊八井等寺的红帽系僧人一律勒令改宗黄教，禁止红帽系活佛转世，噶玛噶举红帽系从此断绝。
［26］廓尔喀：即尼泊尔的一个民族。原统治尼泊尔西部廓尔喀地区，1559年由印度拉奇普特王公后裔所建。18世纪时强盛，1763——1769年，该部首领普里特维·纳拉扬·沙阿攻灭马拉王朝的加德满都、帕坦和巴德冈三小国，建都加德满都，史称廓尔喀。
［27］拉穆吹忠；拉穆护法，噶丹寺附近一护法神名。这里实际上指专事降神作法预卜未来的一类僧人，因为他们声称作法时附体之神皆为护法神，故汉文记载全部称为“吹忠”。当时西藏最有地位之吹忠四人即拉穆吹忠、内冲、噶瓦东、萨穆叶，一般皆以拉穆寺之吹忠最为重要。
［28］据《清高宗实录》记载，乾隆帝对此事曾专门发过一道谕旨，阐述其对喇嘛教的政策：“朕于黄教素虽爱护，但必于奉教守法之喇嘛等方加以恩遇。若为教中败类，罪在不赦者，即当明正典刑，断不稍为袒护。设如元季之供养喇嘛，一意崇奉，漫无区别，致有詈骂者割舌、殴打者截手之事，令喇嘛等无所忌惮，尚复成何政体！此次办理占卜惑众之罗卜藏丹巴（按：即济仲喇嘛）一事，即于卫护黄教之中，示以彰明宪典之意！”这是乾隆对喇嘛教实行的一个新的重要政策。